# Masao Harada
Masao Harada, född 22 september 1912 i Kyoto, död 22 januari 2000 i Yokohama, var en japansk friidrottare.
Harada blev olympisk silvermedaljör i tresteg vid sommarspelen 1936 i Berlin.